# Józef Młodzianowski
Józef Jan Młodzianowski herbu Dąbrowa – komornik różański, poseł różański na sejm grodzieński (1793), członek konfederacji grodzieńskiej w 1793 roku. Członek Deputacji Komisyjnej Porządkowej ziemi różańskiej w czasie powstania kościuszkowskiego w 1794 roku. 